# Конституція штату Каліфорнія

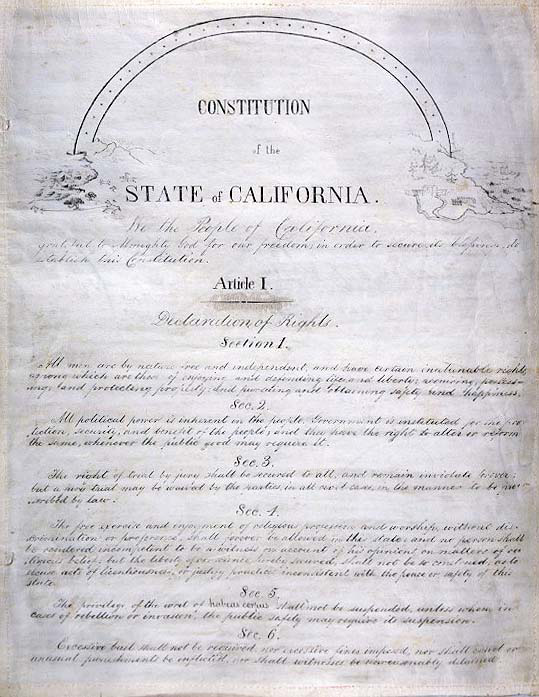
Титульна сторінка оригіналу Конституції штату Каліфорнія (версія англійською мовою)

Конституція штату Каліфорнія (англ. Constitution of the State of California, ісп. Constitución del Estado de California) — основний закон американського штату Каліфорнія, який описує обов'язки, повноваження, структуру та принципи функціонування уряду Каліфорнії. Проєкт оригінальної конституції Каліфорнії був складений і англійською, і іспанською мовами, американськими піонерами, європейськими поселенцями та каліфорнійцями-іспанцями. Конституція була затверджена на Конституційній конвенції в Монтереї в 1849 році, після захоплення Каліфорнії американськими військами в ході Американо-мексиканської війни і до прийняття Каліфорнії до союзу в статусі штату в 1850 році. Конституція була змінена і ратифікована 7 травня 1879 на Конституційній конвенції в Сакраменто в 1878—1879 роках.
Конституція штату Каліфорнія є однією з найбільших збірок законів в світі, частково через положення які набули чинності під час Ери прогресивізму, що обмежили повноваження виборних посадовців, але в основному через доповнення до конституції пропоновані легіслатурою або через громадянські ініціативи. Ініціативи можуть пропонуватись губернатором, легіслатурою або громадською петицією, що робить правову систему Каліфорнії однією з найгнучкіших в світі. Наразі це є восьма найдовша конституція в світі.
Багато положень про індивідуальні права в конституції штату є ширшими ніж та, що вказані в Біллі про права до Конституції США. Наприклад, при розгляді справи «Pruneyard Shopping Center v. Robins» каліфорнійський суд знайшов у Конституції штату Каліфорнія більш вільне право на "свободу слова", ніж воно є у федеральній конституції. Однією з найбільш важливих заборон прописаних в конституції штату є забороно "жорстокого або незвичайного покарання", що є більш жорсткою забороною, ніж у федеральній конституції, де згадуються "жорстокі та незвичайні покарання". З цієї причини Верховний суд штату Каліфорнія визнав в 1972 році смертну кару неконституційною.

## Історія

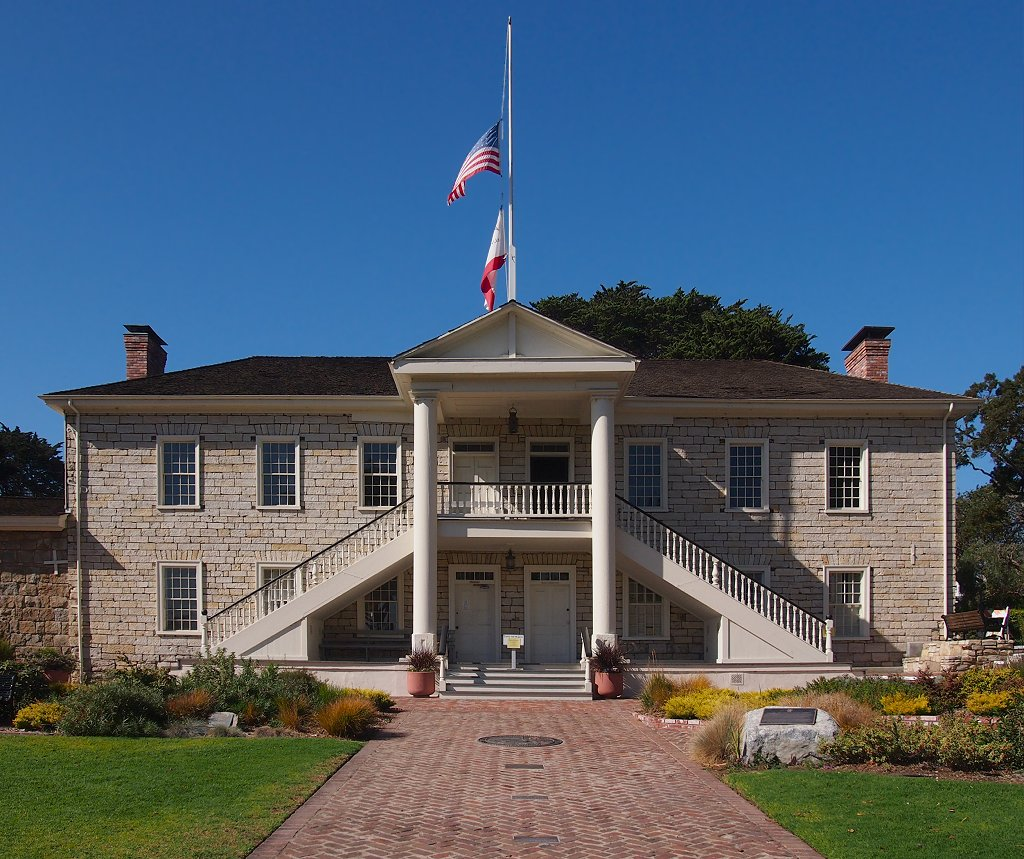
Колтон-Холл в місті Монтерей, який був місцем проведення Конституційної конвенції 1849 року.

Конституція зазнала багатьох змін з часу складення її первісного проєкту. Її декілька разів переписали заново, поки не була складена чинна конституція 1879 року, до якої теж вносили багато змін.
У відповідь на поширене невдоволення суспільством щодо надмірної впливовості залізничних компаній, які контролювали економіку та політику Каліфорнії на початку 20-го сторіччя, політики Ери прогресивізму започаткували концепцію агресивного змінювання конституції штату за допомогою ініціатив, щоб впоратись із тим, що вони вважали "злом". Від 1911 року, піку Ери прогресивізму в США, і до 1986 року до Конституції штату Каліфорнія було внесено більше 500 змін.
Із часом, конституція все більше і більше розросталась, що призвело до намагань провести конституційну конвенцію в 1897, 1914, 1919, 1930, 1934 та 1947 роках. До 1962 року конституція виросла до 75 000 слів, що на той момент робило її найдовшою конституцією серед усіх штатів, після Конституції штату Луїзіана.
В 1962 році виборці штату дозволили створення Каліфорнійської комісії з перегляду конституції, яка працювала із 1964 до 1976 року. Виборці штату затвердили пропоновані комісією зміни до конституції в 1966, 1970, 1972 та 1974 роках, але відхилили зміни запропоновані в 1968 році. Всього, комісія прибрала близько 40 000 слів із конституції.

## Положення
Конституція штату Каліфорнія є однією з найдовших в світі. Такий великий розмір спричинений багатьма факторами, такими як вплив попереднього мексиканського цивільного права, недовіра до обраних посадовців і факт, що багато ініціатив приймають форму пропозицій змін до конституції. Деякі зміни являли собою створення урядових агенцій штату, включаючи Страховий фонд штату Каліфорнія та Колегію адвокатів штату Каліфорнія. Метою таких змін до конституції був захист цих агенцій від звинувачень в тому, що вони є неконституційними.
На відміну від конституцій інших штатів, Конституція штату Каліфорнія захищає корпоративний устрій міст і округів, і дає їм широкі права із самоврядування. Конституція надає містам найвищу владу над міськими справами, навіть дозволяючи міським законам мати вищу силу ніж закони штату. Розділ 8 статті XI конституції дозволяє практику "контрактних міст", коли одне місто укладає угоду із іншим містом або округом щоб воно виконувало урядові функції в ньому, зокрема і функції із охорони закону (багато таких угод виконує, наприклад, округ Лос-Анджелес).
Положення конституції штату щодо прав людей часто є ширшими ніж аналогічні положення Конституції США. Положення про заборону "жорстоких або незвичайних" покарань призвело до того, що Каліфорнія стала першим штатом де заборонили смертну кару. Також, конституція надає жінкам рівні можливості у "починанні чи пошуку бізнесу, професії, призвання чи роботи". Ці положення про рівні права з'явились в Каліфорнії найраніше серед всіх штатів.
В конституції згадані два університети: Університет Каліфорнії та Стенфордський університет. Університет Каліфорнії є одним із дев'яти публічних університетів в США, які фінансуються штатом. Конституція гарантує цьому університету незалежність від політичного втручання. Починаючи з 1900 року Стенфордський університет користується наданою конституцією перевагою не платити податки за своє майно, поки воно використовується в освітніх цілях.